# Bristol City FC (femení)
El Bristol City WFC és la secció femenina del Bristol FC, un club de futbol anglés de la ciutat de Bristol. Va ser creada al 1998 com a Bristol Rovers; va ser reanomenat Bristol Academy al 2005, i Bristol City al 2015.
Després d'arribar a la Premier League al 2005, va aconseguir un subcampionat de Lliga i dos de Copa entre 2011 i 2013. En 2015 va arribar als quarts de final de la Lliga de Campions però va descendir a Segona.

## Jugadores
A 26 d'agost de 2021| N. | Pos. | Nac.                                                                                                             | Jugador               |
| -- | ---- | --- | --------------------- |
| 1  | POR  | [[Fitxer:Flag of England.svg\|23x15px\|border \|alt=Anglaterra\|link=Selecció de futbol d'Anglaterra\|{{#if:\|]] | Sophie Whitehouse     |
| 2  | DAV  | [[Fitxer:Flag of Wales 2.svg\|23x15px\|border \|alt=Gal·les\|link=Selecció de futbol de Gal·les\|{{#if:\|]]      | Ella Powell           |
| 3  | DEF  | [[Fitxer:Flag of England.svg\|23x15px\|border \|alt=Anglaterra\|link=Selecció de futbol d'Anglaterra\|{{#if:\|]] | Lia Cataldo           |
| 4  | DEF  | [[Fitxer:Flag of England.svg\|23x15px\|border \|alt=Anglaterra\|link=Selecció de futbol d'Anglaterra\|{{#if:\|]] | Naomi Layzell         |
| 5  | DEF  | [[Fitxer:Flag of England.svg\|23x15px\|border \|alt=Anglaterra\|link=Selecció de futbol d'Anglaterra\|{{#if:\|]] | Brooke Aspin          |
| 6  | MIG  | [[Fitxer:Flag of England.svg\|23x15px\|border \|alt=Anglaterra\|link=Selecció de futbol d'Anglaterra\|{{#if:\|]] | Aimee Palmer (capità) |
| 7  | DAV  | [[Fitxer:Flag of Scotland.svg\|23x15px\|border \|alt=Escòcia\|link=Selecció de futbol d'Escòcia\|{{#if:\|]]      | Abi Harrison          |
| 8  | MIG  | [[Fitxer:Flag of England.svg\|23x15px\|border \|alt=Anglaterra\|link=Selecció de futbol d'Anglaterra\|{{#if:\|]] | Ava Kuyken            |
| 9  | DAV  | [[Fitxer:Flag of England.svg\|23x15px\|border \|alt=Anglaterra\|link=Selecció de futbol d'Anglaterra\|{{#if:\|]] | Melissa Johnson       |
| 10 | MIG  | [[Fitxer:Flag of England.svg\|23x15px\|border \|alt=Anglaterra\|link=Selecció de futbol d'Anglaterra\|{{#if:\|]] | Simran Jhamat         |
| 11 | MIG  | [[Fitxer:Flag of Wales 2.svg\|23x15px\|border \|alt=Gal·les\|link=Selecció de futbol de Gal·les\|{{#if:\|]]      | Chloe Bull            |
| 12 | DEF  | [[Fitxer:Flag of England.svg\|23x15px\|border \|alt=Anglaterra\|link=Selecció de futbol d'Anglaterra\|{{#if:\|]] | Flo Allen             |

| N. | Pos. | Nac. | Jugador                                     |
| -- | ---- | --- | ------------------------------------------- |
| 14 | MIG  | [[Fitxer:Flag of England.svg\|23x15px\|border \|alt=Anglaterra\|link=Selecció de futbol d'Anglaterra\|{{#if:\|]] | Jasmine Bull                                |
| 22 | DAV  | [[Fitxer:Flag of England.svg\|23x15px\|border \|alt=Anglaterra\|link=Selecció de futbol d'Anglaterra\|{{#if:\|]] | Lilly Greenslade                            |
| 17 | DEF  | [[Fitxer:Flag of Wales 2.svg\|23x15px\|border \|alt=Gal·les\|link=Selecció de futbol de Gal·les\|{{#if:\|]]      | Gwen Davies                                 |
| 18 | DEF  | [[Fitxer:Flag of England.svg\|23x15px\|border \|alt=Anglaterra\|link=Selecció de futbol d'Anglaterra\|{{#if:\|]] | Maisy Collis                                |
| 19 | DAV  | [[Fitxer:Flag of England.svg\|23x15px\|border \|alt=Anglaterra\|link=Selecció de futbol d'Anglaterra\|{{#if:\|]] | Izzy Cook                                   |
| 20 | DEF  | [[Fitxer:Flag of England.svg\|23x15px\|border \|alt=Anglaterra\|link=Selecció de futbol d'Anglaterra\|{{#if:\|]] | Maddi Wilde                                 |
| 23 | DAV  | [[Fitxer:Flag of England.svg\|23x15px\|border \|alt=Anglaterra\|link=Selecció de futbol d'Anglaterra\|{{#if:\|]] | Agnes Beever-Jones (cedida pel Chelsea)     |
| 24 | DEF  | [[Fitxer:Flag of Wales 2.svg\|23x15px\|border \|alt=Gal·les\|link=Selecció de futbol de Gal·les\|{{#if:\|]]      | Ffion Morgan                                |
| 13 | POR  | [[Fitxer:Flag of England.svg\|23x15px\|border \|alt=Anglaterra\|link=Selecció de futbol d'Anglaterra\|{{#if:\|]] | Erin Foley                                  |
| 26 | POR  | [[Fitxer:Flag of England.svg\|23x15px\|border \|alt=Anglaterra\|link=Selecció de futbol d'Anglaterra\|{{#if:\|]] | Fran Bentley (cedida pel Manchester United) |
| 27 | DAV  | [[Fitxer:Flag of England.svg\|23x15px\|border \|alt=Anglaterra\|link=Selecció de futbol d'Anglaterra\|{{#if:\|]] | Jessica Wooley                              |
| 44 | DEF  | [[Fitxer:Flag of Jamaica.svg\|23x15px\|border \|alt=Jamaica\|link=Selecció de futbol de Jamaica\|{{#if:\|]]      | Satara Murray                               |

## Històric

### Palmarès
- 1 subcampionat de Lliga (2013)
- 2 subcampionats de Copa (2011 - 2013)

### Trajectòria
| 11/12 |  | Energiya Voronezh |              |                 |
| 14/15 |  | Raheny United     | FC Barcelona | 1.FFC Frankfurt |

- ¹ Fase de grups. Equip classificat pillor possicionat en cas d'eliminació o equip eliminat millor possicionat en cas de classificació.

|                | 80/81 | 81/82 | 82/83 | 83/84 | 84/85 | 85/86 | 86/87 | 87/88 | 88/89 | 89/90 | 90/91 | 91/92 | 92/93 | 93/94 | 94/95 | 95/96 | 96/97 | 97/98 | 08/99 | 99/00 |
| -------------- | ----- | ----- | ----- | ----- | ----- | ----- | ----- | ----- | ----- | ----- | ----- | ----- | ----- | ----- | ----- | ----- | ----- | ----- | ----- | ----- |
| WSL            |       |       |       |       |       |       |       |       |       |       |       |       |       |       |       |       |       |       |       |       |
| WSL 2          |       |       |       |       |       |       |       |       |       |       |       |       |       |       |       |       |       |       |       |       |
| Premier League |       |       |       |       |       |       |       |       |       |       |       |       |       |       |       |       |       |       | 2     | 2     |
|                | 00/01 | 01/02 | 02/03 | 03/04 | 04/05 | 05/06 | 06/07 | 07/08 | 08/09 | 09/10 | 2011  | 2012  | 2013  | 2014  | 2015  | 2016  |       |       |       |       |
| WSL            |       |       |       | 8     | 5     | 5     | 4     | 4     | 8     | 12    | 5     | 4     | 2     | 7     | 8     |       |       |       |       |       |
| WSL 2          |       | 2     | 1     |       |       |       |       |       |       |       |       |       |       |       |       | 2     |       |       |       |       |
| Premier League | 1     |       |       |       |       |       |       |       |       |       |       |       |       |       |       |       |       |       |       |       |